# Свято-Троїцька церква (Головне)
Церква святої Трійці  — чинна церква у смт. Головне Любомльського району Волині, побудована у 1841 році старанням графа Браницького. Церква та дзвіниця є пам'ятками архітектури та містобудування національного значення. Нині територія храму огороджена невисокою цегляною стіною.
Настоятель — архімандрит Сава (Мякота).

## З історії церкви
Вперше церква в смт. Головне, яка входила в Любомльську протопопію, згадується під 1482 роком. З поборових реєстрів за 1533 рік відомо, що церква сплачувала податку в рік 16 грошів і додатково ще 8 грошів. На той час вона була покинута.
У 1618 році церква селища згадується як Покровська. Невідомо, коли вона перейшла в унію, але вже у 1620 році, за вказівкою греко-католицького єпископа Афанасія Пакости, у Любомлі проводився церковний собор, де був присутній і священик з церкви селища Головно.
Іван Виговський, як староста Любомльський, колятор і опікун місцевих церков виконав у своєму старостві в 1659 році Гадяцьку угоду і вивів церкви староства з-під юрисдикції греко-католицького єпископа Якова Суші, перевівши їх у православ'я. Серед них була і церква с. Головне. У 1664 році, після страти І.Виговського поляками, всі церкви були знову повернуті в унію.
У 1795 році після третього поділу Польщі Західна Волинь увійшла до складу Росії і возз'єдналася з основною частиною України. Село стало волосним центром Володимир-Волинського повіту Волинської губернії. На той час у Головно була дерев'яна церква, але 8 травня 1820 року сталася пожежа і церква повністю згоріла. Старожили розповідають, що церква, яка згоріла, стояла за 100 м на північний захід від нинішньої. Через 20 років, у 1841 році, старанням графа Браницького була побудована нова мурована церква з дзвіницею. Цей храмовий ансамбль зберігся досі.
У 2009 році Троїцьку церкву — пам'ятку національного значення було спотворено настоятелем УПЦ Московського патріархату — архімандритом Савою (Мякотою): унікальний класицистичний іконостас XIX століття вилучено з храму, замінено оригінальні вікна на пластикові. Зовні знищено класицистичне горизонтальне профілювання стін храму, а також пофарбовано у яскравий зелений колір — нехарактерний для пам'ятки.

## Архітектура
Церква Святої Трійці побудована в стилі класицизму, являє собою різновид центричної споруди, в композиції якої позначився вплив європейської архітектури другої половини XVIII — першої половини XIX століття. Храм цегляний, оштукатурений, хрестовидний в плані (західна гілка подовжена), з ротондою у центральній частині, перекритій куполом на високому світловому барабані. Гілки хреста перекриті напівциркульними склепіннями з розпалубками, розкриті в підкупольний простір високими арочними прорізами, зовні купол увінчаний колоною з яблуком. Всі частини пам'ятки згруповані в суворому підпорядковуванні центру, підкреслюють його основне значення в загальній композиції. Площини фасадів розкреслені горизонтальним рустом.
На відміну від інших центричних хрещатих храмів, збудованих на Волині за подібною об'ємно-просторовою структурою, архітектурним формам Троїцької церкви притаманні монументальність і деяка присадкуватість. Це помітно в пропорціях фасадів і підбанника верху, в низьких трикутних фронтонах, які завершують торці рамен просторового хреста, а в інтер'єрі — у формі арок, що об'єднують наву з раменами просторового хреста. Замість звичайних півциркульних арок тут застосовані трицентрові «мальовані», ніби притиснуті вагою масивного центру.
Окремо від церкви, по осі її західного фасаду знаходиться дзвіниця, покрита шоломоподібним чотиригранним дахом хвилястого контуру з перехватом в основі, увінчаним колоною з яблуком. Цегляна, квадратна в плані, двох'ярусна. Перший ярус дзвіниці — прохід на територію церкви, другий — власне дзвіниця з арочними отворами для дзвонів. Над високими прямокутними входами східного й західного фасадів дзвіниці розміщується характерне для класицизму півциркульне вікно. Роги першого та другого ярусів будівлі підкреслені пілястрами.

## Галерея

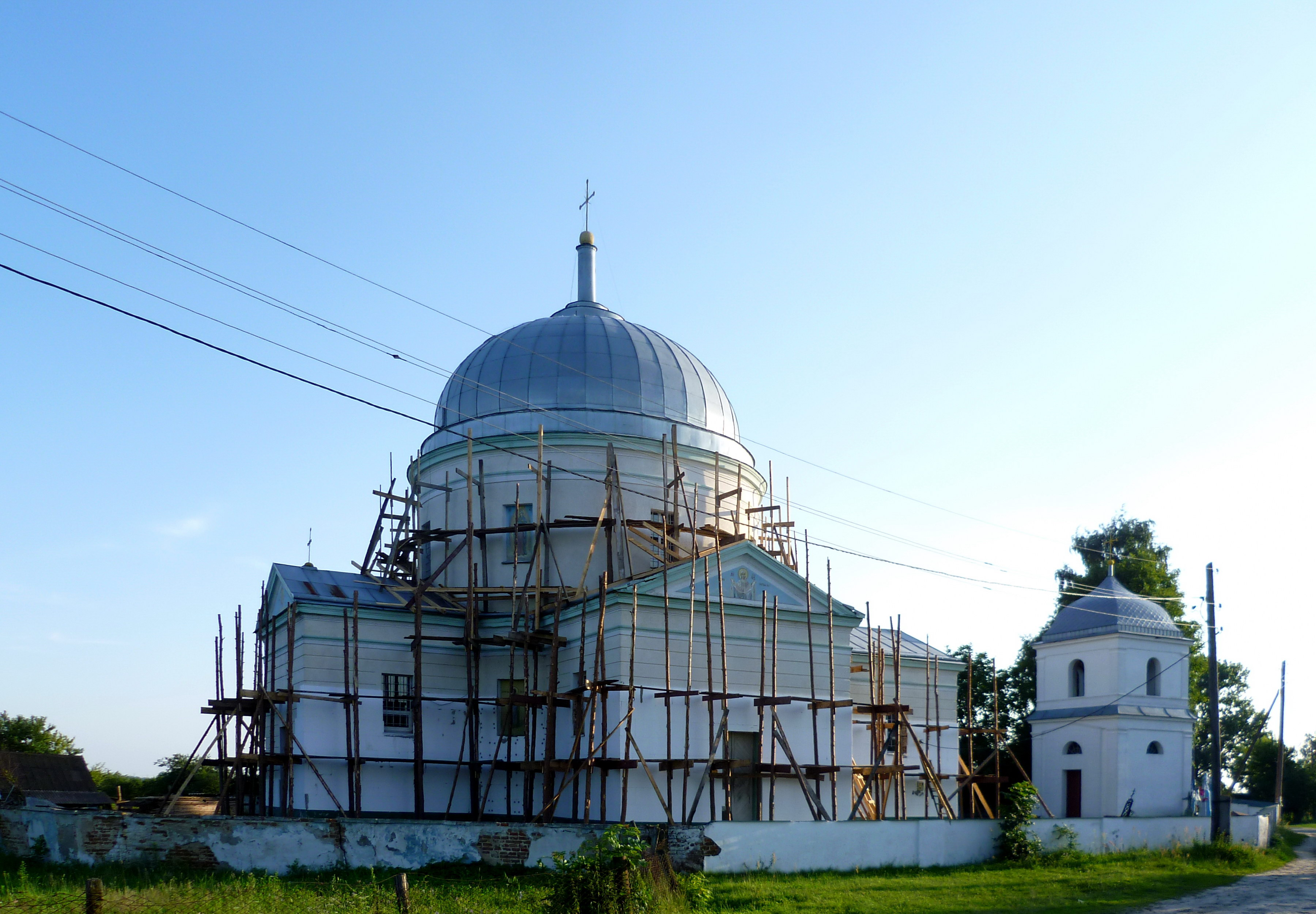
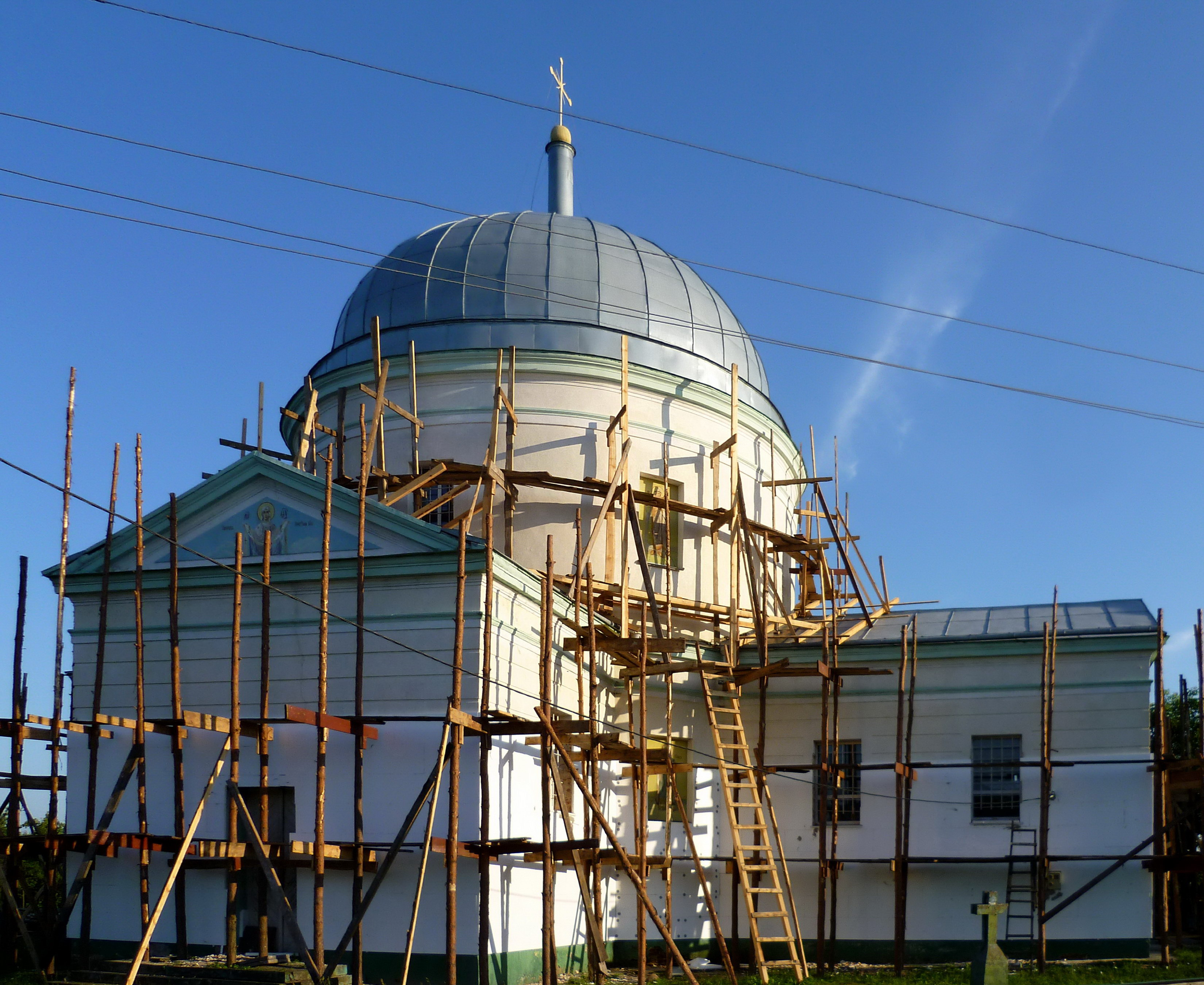
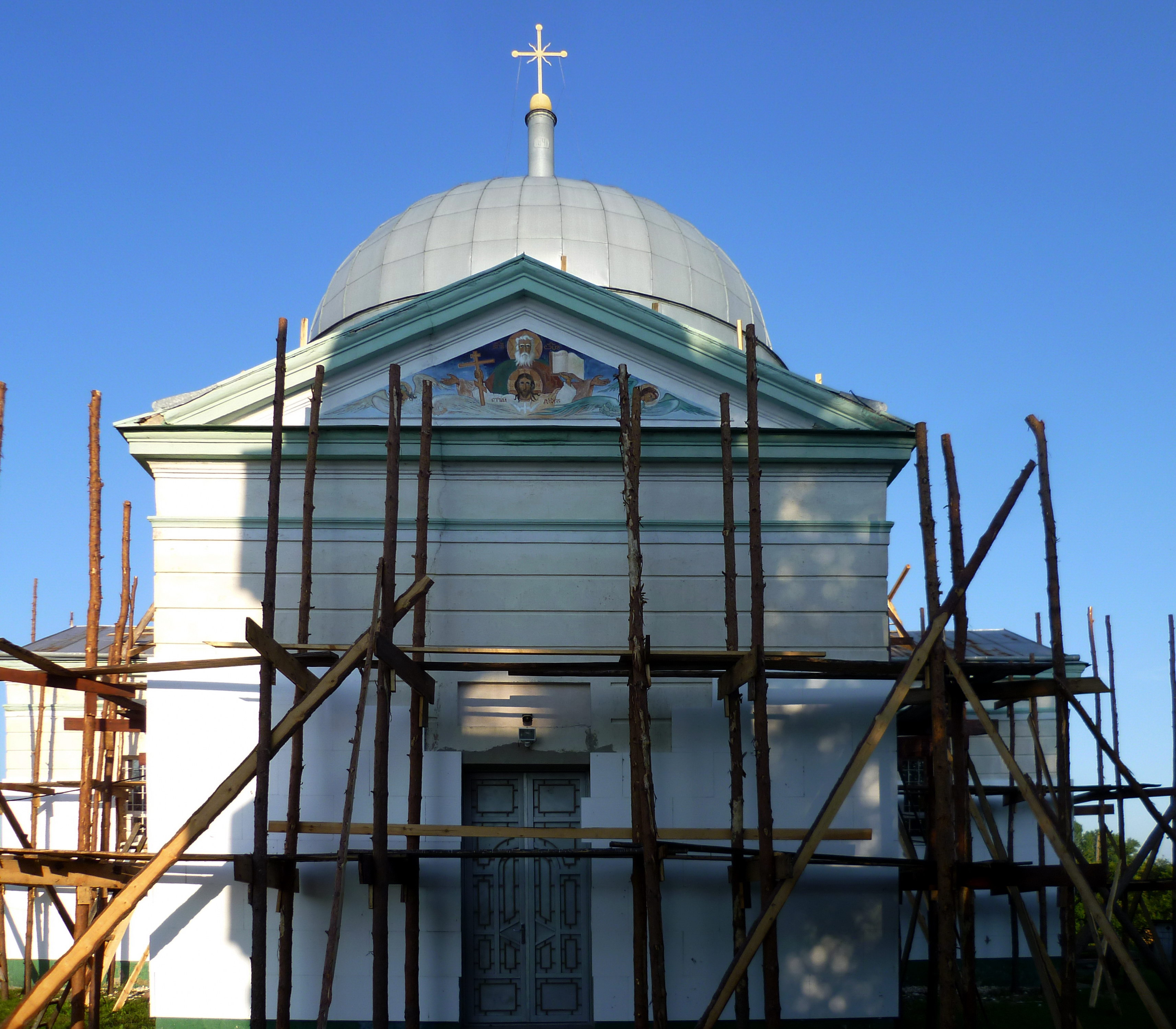
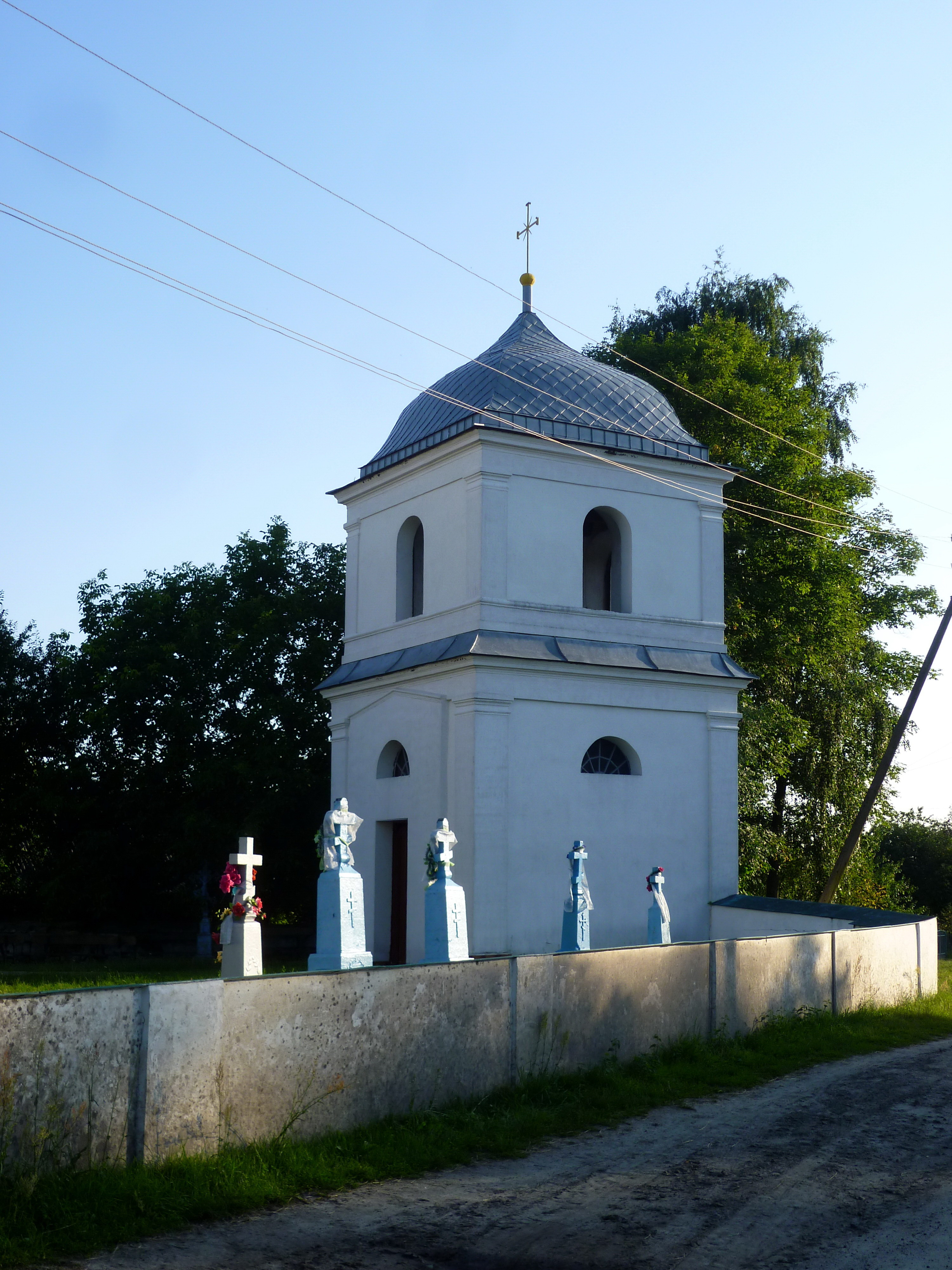
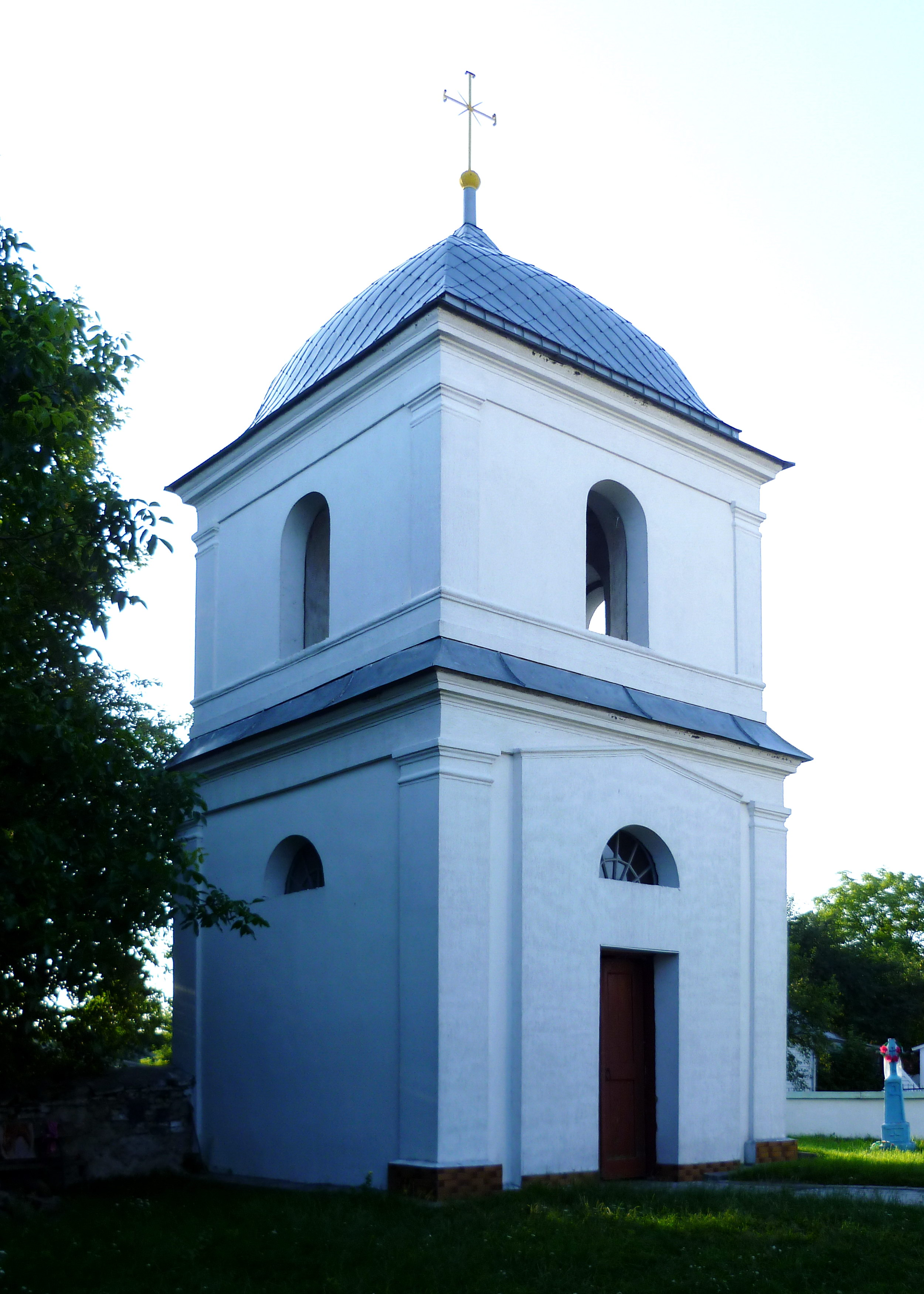

## Інтернет-джерела
- Любомльське благочиння — історія та сучасність[недоступне посилання з травня 2019] (процитовано 10 квітня 2010 року)
- Троїцька церква з надбрамною дзвіницею в смт. Головне [Архівовано 4 березня 2016 у Wayback Machine.]